# Jeanne de Navarre als Stifterin

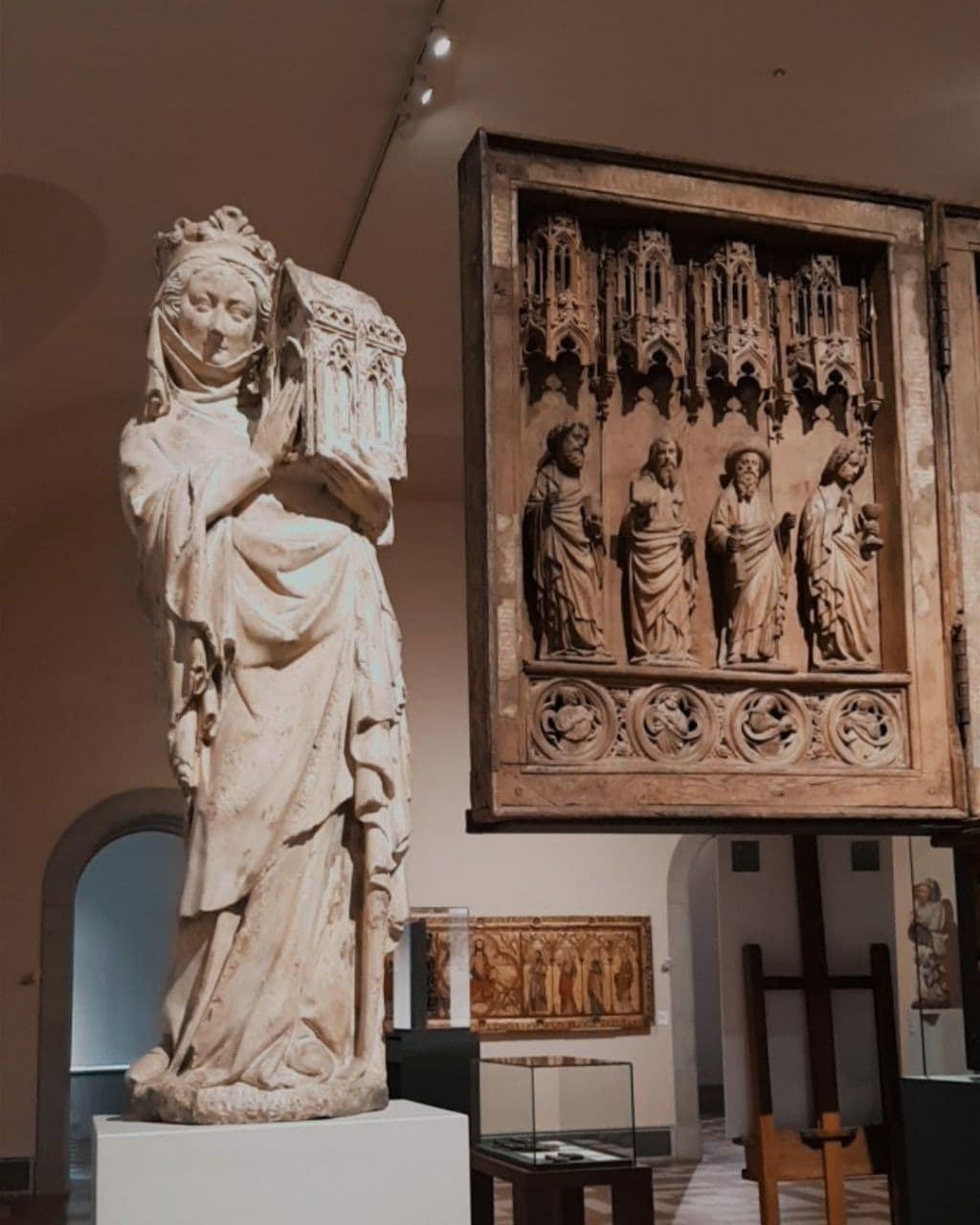
Königin Jeanne de Navarre als Stifterin, um 1310/1320, Kalkstein, Bode-Museum Berlin

Bei Königin Jeanne de Navarre als Stifterin (oder: Johanna I. von Navarra als Stifterin) handelt es sich um eine Stifterinnendarstellung aus dem frühen 14. Jahrhundert. Datiert wird sie auf etwa 1310/1320. Gezeigt wird die Königin Johanna I. von Navarra mit einem kleinen Kapellenmodell in den Händen. Sie ist aus Kalkstein gefertigt und seit 2007 ein Hauptwerk der Pariser Hofkunst in der Sammlung des Berliner Bode-Museums. Wer die Figur gefertigt hat, ist unbekannt.

## Material und Bearbeitung
Die Statuette wurde vollrund aus weißem, feinkörnigem Kalkstein gefertigt, der in der Normandie und der Île-de-France abgebaut wurde und dort bis heute noch abgebaut wird. Die Kapelle ist weitestgehend freiplastisch gestaltet. Die Details der Architektur, wie Fenster und Arkaden der Kapelle, sind detailgetreu wiedergegeben. Augen, Mund, Fingernägel sowie das gelockte Haar der Königin sind präzise mit kleinen Spitz- und Flacheisen ausgearbeitet. Das Gesicht und die Hände der Statuette sind sorgfältig geglättet. Die Zacken der Krone wurden mit einem Flach- und Rundeisen als Blattornament gefertigt. Das Gesicht und die Hände weisen eine geglättete Oberfläche auf während sich auf den Gewandflächen, der Krone und dem Kapellenmodell Reste feiner Riefelungen unterschiedlich dicht gezahnter Eisen und einer Raspel wiederfinden. Der Teil der Schulter, die vom Kapellenmodell verdeckt wird, ist grob mit einem 8 mm breiten Flacheisen bearbeitet. Die Oberseite der Plinthe wurde vom Bildhauer mit einem 6 mm breiten Rundeisen als Grasnarbenfläche gestaltet. Die Vorder- sowie Rückseite der Figur sind mit einer ähnlichen Präzision ausgeführt. Vom Schleiersaum unterhalb der Schultern bis hin zur Plinthe befindet sich auf der Rückseite ein schmaler 5 cm breiter Streifen in der Mitte der Figur, der mit einem fein gezahnten Zieheisen geglättet wurde. Auf der Rückseite befindet sich außerdem in 38 cm Höhe eine schräg verlaufende quadratische Öffnung im Kalkstein mit den Maßen 4,5 cm × 4,5 cm × 5 cm. Diese wurde mit einem 1,2 cm breiten Flacheisen ausgearbeitet und diente der Figur als Aufhängung. Am Objekt lassen sich keine Hinweise auf eine Werkbankbefestigung ablesen.

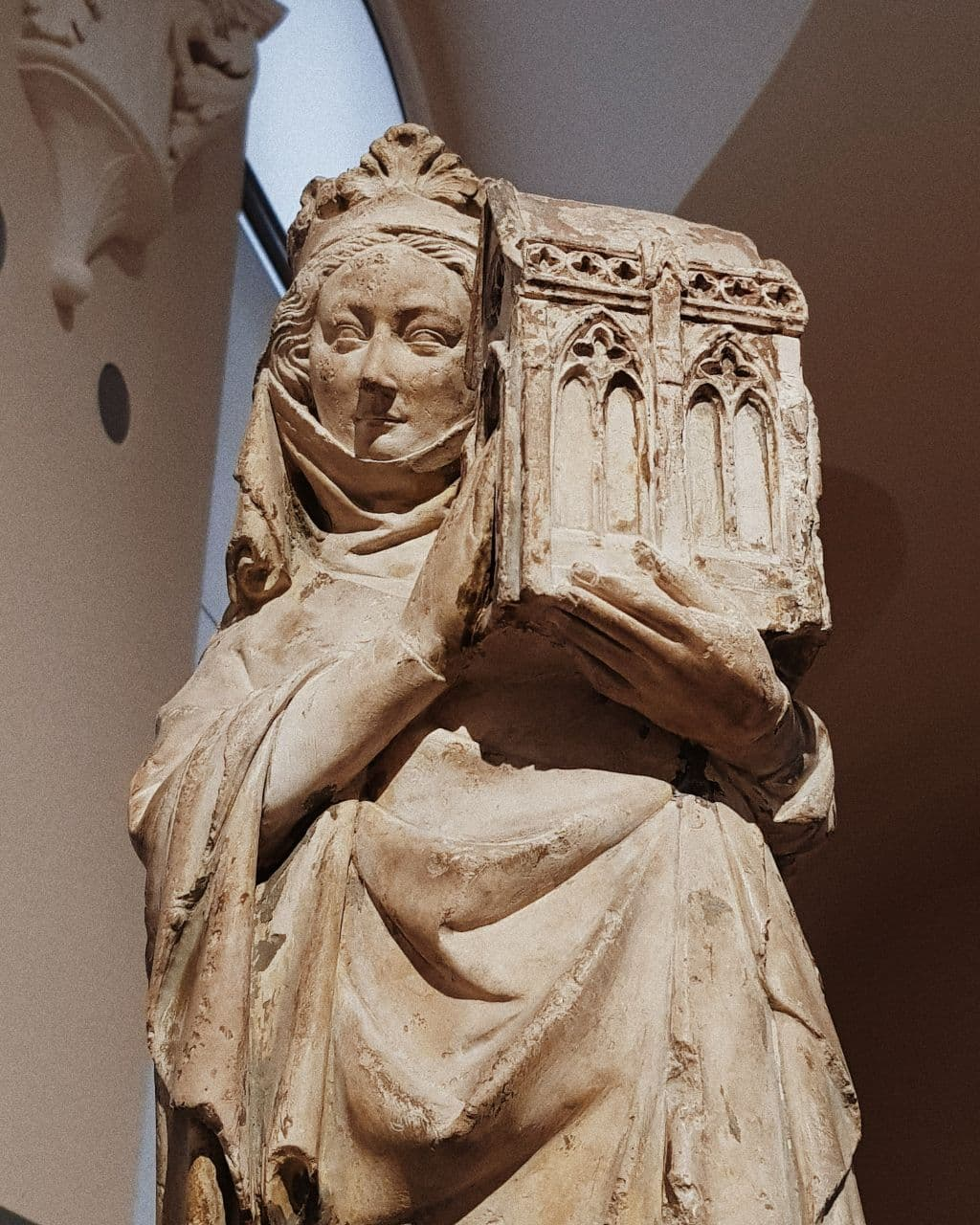
Königin Jeanne de Navarrre als Stiftern, Nahansicht, um 1310/1320, Kalkstein, Bode-Museum Berlin

## Fassung
Die Figur war ursprünglich polychrom gefasst. Mit dem heutigen Zustand lässt sich die erste Bemalung der verschiedenen Partien nicht mehr rekonstruieren. An der Krone und den Haaren, am Schleier, am Mantel und dem Kleid als auch an der Plinthe lassen sich Reste einer ockerfarbenen Grundierung finden. Die Außenseite des Mantels weist zudem winzige Partikel einer roten Farbschicht auf. Reste einer orangen Schicht eines Anlegemittels, die auf eine Vergoldung schließen lässt, befinden sich am Saum des Mantels. Jedoch finden sich am Objekt keine Reste von Gold.
Die originale Fassung wurde abgenommen und in Teilen abgeschabt, was an Raspel- und Schleifspuren am Objekt eindeutig abzulesen ist. An der Krone und dem Kapellenmodell sind geringe Reste späterer Fassungen zu erkennen. Im Bereich des Außenmantels findet sich ein Rot auf einer orangefarbenen Grundierung, das zu einer Zweitfassung gehört. Auf einer dickeren und grobkörnigen rosafarbenen Grundierungsschicht befindet sich als Drittfassung ein brauner Farbanstrich auf der Krone und auf dem Kapellenmodell. Die gesamte Figur weist Reste eines weiß-hellgrauen Kalkanstrichs auf. Diese Schicht liegt heute unregelmäßig und dünn verwaschen auf allen Bereichen der Figur und sorgt insgesamt für den weiß-gräulichen Farbschleier.

## Zustand
Die Figur weist insgesamt einen guten Erhaltungszustand auf. Die originale Fassung ist über die Jahrhundert verloren gegangen und kleinere Ausbrüche am Objekt sind erkennbar: an den Kronenzacken, am Schleier, den Mantel- und Gewandsäumen sowie an den Falten des Unterkleides. Das Kapellenmodell hat am Giebel und der Fassade einen etwas größeren Substanzverlust erlitten. Zudem ist die linke Daumenkuppe der Königin abgebrochen. Die Schuhspitzen sind leicht beschädigt und die hintere linke Seite der Standfläche weist einen 7 × 3 cm großen Ausbruch auf.

## Beschreibung
Dargestellt wird eine bekrönte Frau, die ein kleines Kapellenmodell in den Händen hält. Ihr Oberkörper ist weit nach hinten geneigt. Die Finger und Handfläche ihrer rechten Hand liegen auf der Westfassade des Modells, um es mit leichtem Druck zu stützen. Die linke Handfläche trägt die Unterseite der Kapelle. Der Kopf ist zum Kapellenmodell geneigt. Der Blick der Königin richtet sich frontal nach unten in Richtung der Betrachtenden. Das gewellte Haar der dargestellten Frau wird in großen Teilen durch den Kopfschleier bedeckt. Er fällt bis auf die Schultern, die untere Partie des Gesichts wird durch eine Kinnbinde aus Stoff eingerahmt. Die Stirn ist sanft gewölbt und die Augen liegen weit auseinander. Das Gesicht der Königin weist zudem hohe Wangenknochen auf und einen kleinen Mund mit schmalen Lippen, die den Eindruck eines leichten Lächelns erzeugen.
Die Königin trägt ein lockeres Kleid und einen einteiligen geschürzten Radmantel, der stufenförmig am rechten Unterarm nach unten hin Falten bildet. Die zahlreichen Falten des Stoffes zeichnen sich im Kalkstein der Figur über die gesamte Körpergröße ab. Die dargestellte Frau trägt eine achtzackige Krone mit zwei sich abwechselnden Kronlinien-Formen. Der Körper nimmt die Haltung des Kontrapost ein. Der Körper bzw. die genauen Körperformen und -proportionen sind unter dem Stoff nur leicht zu erahnen. Die Plinthe, auf der sich die Figur befindet, ist längsoval geformt und als Grasfläche ausgearbeitet.

## Architektur
Das Kapellenmodell in den Händen der Stifterin zeigt eine fiktive Architektur. Das Gebäude ist als einschiffig und als eine Kapelle ohne seitlichen Eingang zu definieren. Die dargestellte Kapelle hat zwei Joche und wird von einem Satteldach sowie einer Maßwerk-Balustrade nach oben hin abgeschlossen. Gegliedert werden die Seiten des Modells durch Strebepfeiler und zweibahnigen Fenstern mit jeweils zugespitzten Vierpässen. Die Fassade zeigt ein Portal mit einer darüberliegenden Vierpass-Rosette. Die gegenüberliegende, abgewandte Seite ist mit einem Fünfpass gerade geschlossen.
Die Architektur ist insgesamt stark vereinfacht, sodass das Gebäude nicht eindeutig identifiziert bzw. einem realen Bauwerk zugeschrieben werden kann. Die tatsächliche Kapelle des Navarra-Kollegs, eine einschiffige Kapelle mit polygonalem Chorschluss und Dachreiter, der 1845 abgerissen wurde, hatte keine Übereinstimmung mit dem Kapellenmodell der Berliner Figur, was jedoch nicht zwangsläufig gegen einen thematischen Zusammenhang sprechen muss.

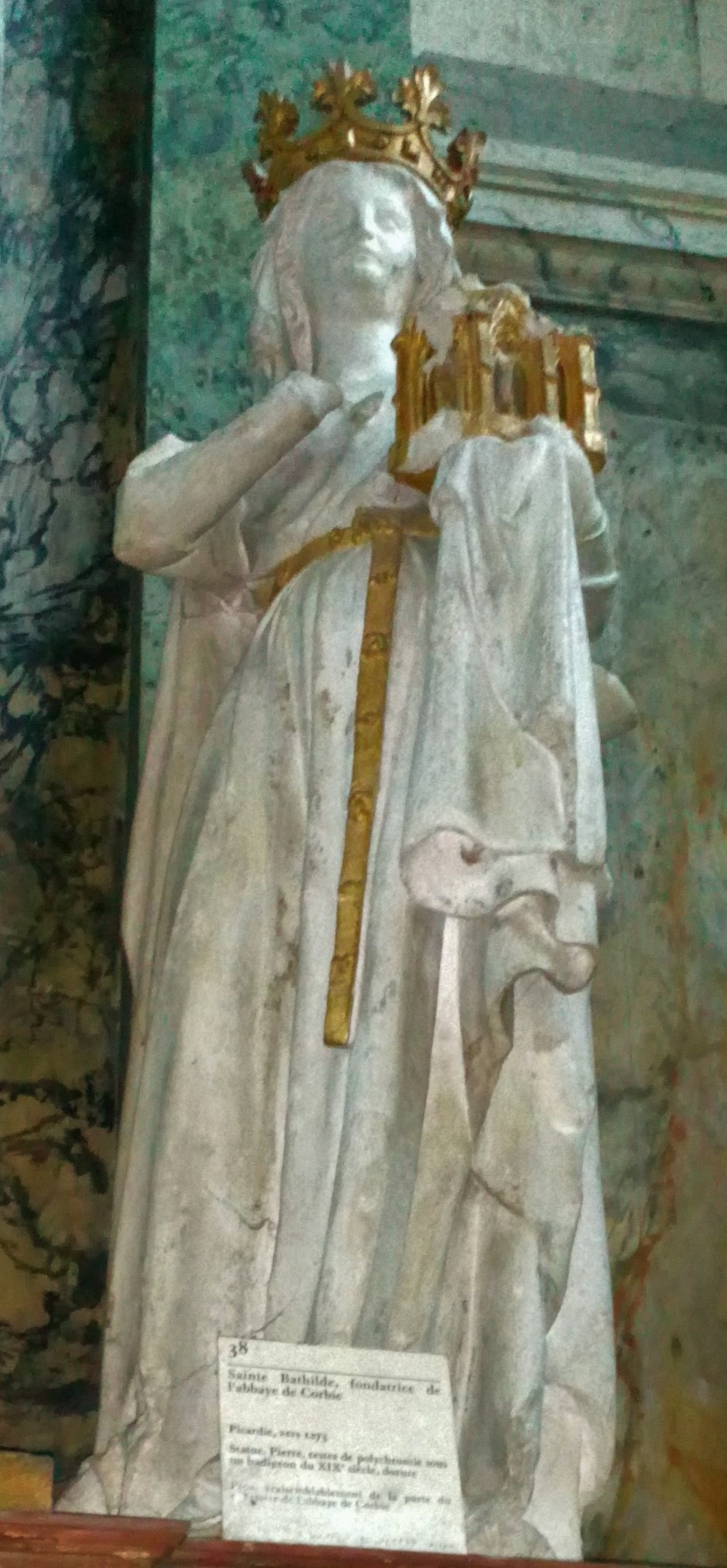
Statue der Hl. Königin und Klosterstifterin Bathilde, 1273, Corbie (Somme), St. Pierre, Bistum Amiens

### Vergleichsbeispiele
Motivisch verwandt, ebenfalls dargestellt mit je einem Kapellenmodell in den Händen, sind auf der einen Seite die Statue der Hl. Königin und Klosterstifterin Bathilde von 1273. Sie war Gründerin des Klosters in Corbie, das im Tal der Somme im Bistum Amiens liegt. Die Figur befindet sich heute im barocken Hochaltar in der Klosterkirche St. Pierre, der ehemaligen Abteikirche des Klosters.
Auf der anderen Seite ist das Denkmal einer unbekannten Hl. Königin und Klostergründerin aus Paris, das um 1320–1330 entstanden ist und ehemals Teil der Sammlung Stoclet in Brüssel war, mit der Berliner Statuette verwandt. Der derzeitige Standort der Figur ist unbekannt.
Beide Königinnen tragen ein Modell größerer Kirchen mit Querhaus und Turm in ihrer jeweils linken Hand und stützen das Objekt mit ihrer rechten.

## Datierung und Zuschreibung
Das Objekt weist keinerlei Attribute, Wappen oder Inschriften auf, was zur Folge hat, dass man zunächst nichts über die Herkunft und den Ursprungsort wusste. Da es sich hierbei außerdem um eine idealisierte Königinnendarstellung handelt, kommt man von der reinen Objektbeschreibung allein nicht darauf, wer die hier dargestellte Person ist. Daher kann es auch nicht als Porträt bezeichnet werden. Durch die Aufarbeitung des Kunsthistorikers Robert Suckale geht man seit 2013 davon aus, dass es sich um Johanna I. von Navarra handelt. Die Datierung des Objekts bewegt sich in der Literatur zwischen 1305 und 1320.
Suckale hat sich mithilfe der Kostüm- und Realienkunde an das Objekt angenähert, um es einer Herrscherin zuschreiben zu können, die ein Gebäude aus eigenen finanziellen Mitteln stiften konnte. Die Form der Krone verweist darauf, dass es sich hierbei nicht um eine Prinzessin, sondern eine Königin handelt. Suckale bezeichnet das Band, das die Königin um Kinn, Haupt und Stirn gewickelt hat, als Gebende. Gebende waren Teil einer Tracht, die in dieser Form nur wenige Jahrzehnte getragen wurden. Diese breiten Bänder waren meist aus Leinen und wurden durch einen Schleier ergänzt, was auch auf diese Figur zutrifft. Anhand verschiedener Kunstwerke hat Suckale eine Chronologie zusammengetragen, die den Gebrauch von Gebenden auf die Jahre nach 1280 und 1320 einschränkt.
Mithilfe der Kostüm- und Stilgeschichte kommt Suckale zu dem Entschluss, dass in dem abgesteckten Zeitraum von den zu dieser Zeit in Frankreich lebenden Königinnen und -Witwen nur Johanna I. von Navarra in Frage kommt, da nur sie zu der Zeit die finanziellen Mittel für eine solche Stiftung zur Verfügung hatte. Alle anderen Königinnen und – Witwen waren noch nicht oder nicht mehr in dieser Weise handlungsfähig.

## Ikonographie
Die Haltung der Königin ist ein Verweis auf den Typus der stehenden Muttergottes mit Kind. Der Terminus geht auf den Kunsthistoriker Wilhelm Pinder zurück. Analog zum Christuskind hält die Königin hier über ihrer linken Brust auf Höhe des Herzens das Modell der von ihr gestifteten Kapelle, was den Eindruck ihrer besonderen Zuneigung zu dem Werk verstärkt und den Stiftungszusammenhang für die Betrachtenden ersichtlich macht. Die linke Hand der Stifterin hält die Kapelle von unten, während die rechte mit ihrer gesamten Oberfläche und scheinbar leichtem Druck auf dem Portal aufliegt. Es entsteht der Eindruck, als würde die Stifterin den Bau liebevoll streicheln.

### Vergleichsbeispiel
Ein Beispiel, an das die Haltung der Figur angelehnt sein könnte und das Suckale in einen Zusammenhang mit der Berliner Stifterinnendarstellung setzt, ist die berühmte Trumeau-Madonna am nördlichen Querhausportal der Pariser Kathedrale Notre-Dame, die um 1245–1250 entstanden ist. Das künstlerische Zitat bezieht sich hier weniger auf die Übernahme der Form, sondern vielmehr auf die Bedeutung. Die Madonna präsentiert ihren Sohn als Erlöser und überhöht ihn in der Art und Weise, wie sie ihn hält. Sie hält das Kind deutlich höher, als es üblich ist. Die Madonna von Notre-Dame trägt heute kein Kind mehr in den Armen, da dieses im Zuge der Französischen Revolution verloren ging. Die Berliner Stifterin ist im Vergleich zur Pariser Madonna etwas stärker gedreht und ihr rechtes Bein weiter nach hinten gestellt, wodurch bei ihr eher ein Eindruck des Schreitens erzeugt wird.

## Kontext und Funktion
Dem Objekt fehlt die gesamte Rahmenarchitektur, die ursprünglich Sockel, Baldachin, Fialen, Friese und die von Maßwerk bekrönte Nische beinhaltete. Im Mittelalter wurden Figuren wie diese nicht als autonome, eigenständige Kunstwerke verstanden, sondern als Teil eines gestalterischen Gesamtkonzepts. Die Einrahmung war ein wesentlicher Bestandteil dessen. Für eine Nutzung im Innenraum bzw. häuslichen Kontext ist die Figur zu groß und wiederum zu klein für die Nutzung als Altarfigur. Die Drehung und Neigung des dargestellten Frauenkörpers lassen vermuten, dass die Figur links im Gewände eines Portals platziert wurde. Vom Portal aus gesehen ist dies der rechte und damit höherrangige Ort. Es ist ungewöhnlich, dass eine Frauendarstellung zu dieser Zeit einen solchen Platz einnimmt, da er nach Regeln der Etikette eigentlich dem Gemahl vorbehalten war. Bei Herrscherbildnissen machte man nur dann eine Ausnahme, wenn die Frau die tatsächliche Auftraggeberin war. Gesellschaftliche Regelungen der Zeit besagten auch, dass eine Königin nicht alleine als Stifterin an einem Portal auftrat, sondern zusammen mit ihrem Ehemann. Es ist also davon auszugehen, dass auch ihr Gemahl, Philipp IV., auch der Schöne genannt, als Mitstifter im Portal auftrat, obwohl die finanziellen Mittel für die Stiftung aus dem Erbe der Familie der Königin flossen. Die Seitwärts-Bewegung der Königin könnte ein weiterer Hinweis auf eine heilige Person in der Mitte des Königspaar sein. Die Figur ist die bisher einzig erhaltene zeitgenössische Darstellung der Königin Johanna I.

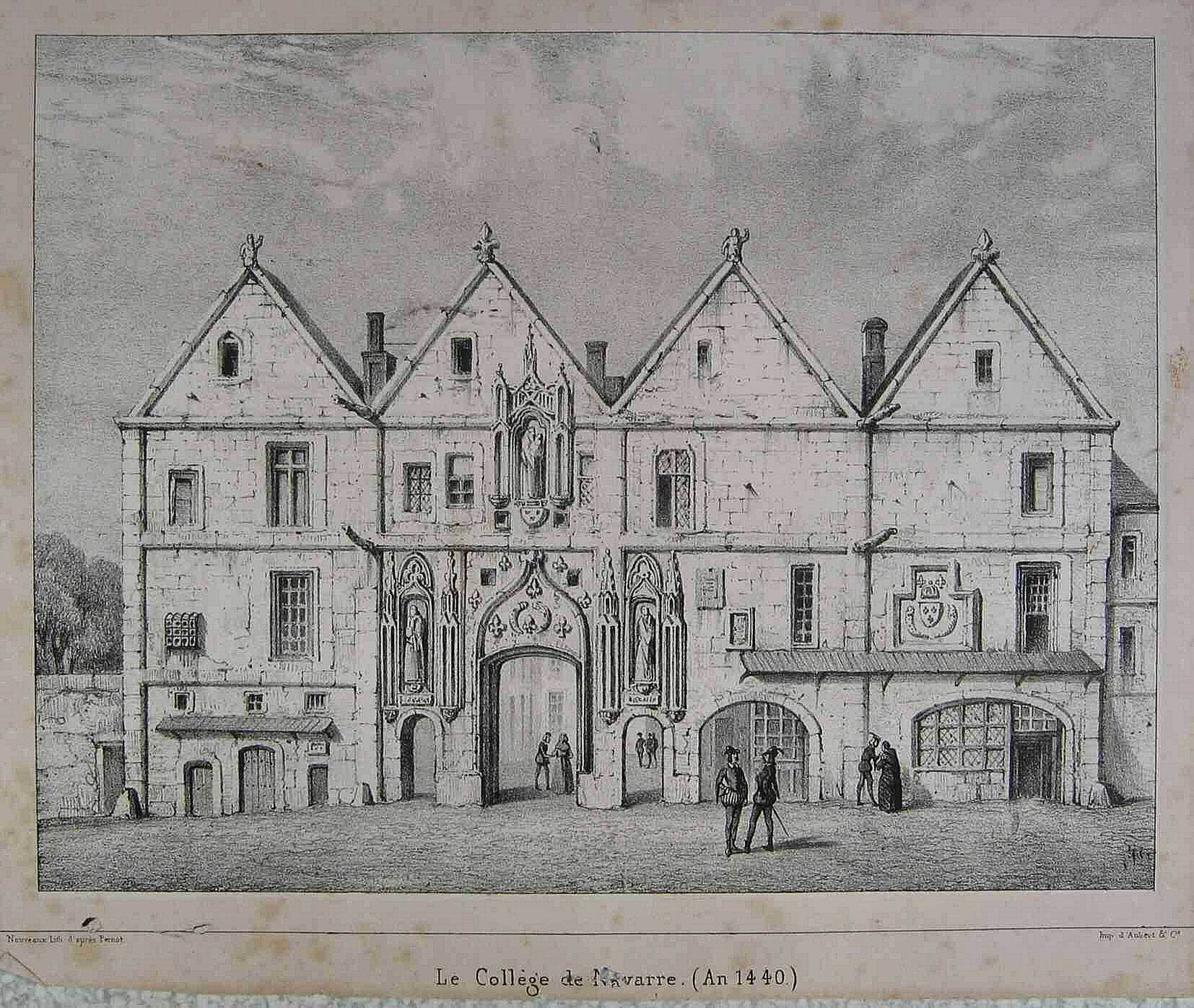
Fassade des Kollegs von Navarra, Stich von Francois-Alexandre Pernot, 1838.

### Kolleg von Navarra
Das Kolleg von Navarra wurde 1304 gegründet. Es war eines der besonders angesehenen und gut ausgestatteten Kollegien der Pariser Universität. Der Kollegbetrieb wurde 1305, im Jahre der Testamentseröffnung der Königin Johanna I., aufgenommen, die Grundsteinlegung erfolgte erst im Jahre 1309. 1315 war die vollständige Anlage des Kollegs beendet. Die festliche Weihe folgte erst deutlich später im Jahre 1373. Die Königin Johanna I. sah drei Arbeitsgebiete, heute ansatzweise vergleichbar mit Studiengängen, vor: die Künste für 20 Studenten, die Philosophie für 30 und die Theologie für 20 Studenten. Der Unterricht dieser Zeit hatte jedoch wenig mit der heutigen Lehre an Universitäten gemein. Es wurden Fächer, wie z. B. Rhetorik unterrichtet. Für den Unterhalt der Gelehrten wurden genaue Vorkehrungen getroffen. Während der Französischen Revolution wurde das Kolleg von Navarra aufgelöst, die Bibliothek wurde vollständig zerstört und das Archiv ging verloren. Die Gebäude gingen im Jahre 1805 an das École polytechnique von Napoleon. Die Stifterinnendarstellung, die sich jetzt im Bode-Museum befindet, wirft unter anderem die Frage auf, ob es der Königin ein besonderes Anliegen war, Bildung allgemein zu fördern. In Quellen ausdrücklich belegt werden kann es nicht. Auch die Frage nach der Mädchen- und Frauenbildung am Kolleg bleibt offen. Die bekannten Absolventen des Kollegs sind ausschließlich männlich.

## Geschichte und Provenienz
Im 19. Jahrhundert befand sich die Figur in der Kunstsammlung des deutsch-amerikanischen Unternehmers Louis Stern und nach seinem Tod im Besitz einiger weiterer und entfernter Familienangehöriger. Zuletzt war das Objekt im persönlichen Besitz von Pierre Girot de Langlade. 2006 wurde das Objekt vom Kaiser Friedrich Museumsverein für die Sammlung des Bode-Museums in Berlin zum Preis von 350.000 € erworben und trägt dort die Inventarnummer M 296. 2011 war die Figur in der Landesausstellung Sachsen-Anhalt Der Naumburger Meister – Bildhauer und Architekt im Europa der Kathedralen zu sehen. Derzeit befindet sich das Objekt in den Ausstellungsräumen im Bode-Museum und kann in Saal 111 besichtigt werden.